# Ralph Neubauer
Ralph Neubauer (geboren 1960 in Düsseldorf) ist ein deutscher Kriminalschriftsteller.

## Leben
Ralph Neubauer arbeitete als Programmierer, Statistiker und Öffentlichkeitsarbeiter im nordrhein-westfälischen Justizministerium. Er lebt in Haan.
Neubauer hielt sich auf Urlaubsreisen wiederholt in Südtirol auf. Er schreibt Kriminalromane, die vornehmlich dort spielen und in Bozen verlegt werden.

## Werke
- Rache ist honigsüß. Spectrum, Bozen 2010.
- Liebe macht zornesblind. Spectrum, Bozen 2010.
- Wie du mir so er dir. Spectrum, Bozen 2011.
- Der Schein betrügt. Spectrum, Bozen 2012.
- Kommt Zeit kommt Tat. Athesia, Bozen 2013.
- Der Tod zahlt alte Schulden. Athesia, Bozen 2015.
- Wut kommt selten allein. Athesia, Bozen 2018.
- Neid kennt kein Gebot. Athesia, Bozen 2020.
- Tote Frauen schweigen nicht. Athesia, Bozen 2022, ISBN 978-88-6839-571-1.
- Treue hat ihre Grenzen. Athesia, Bozen 2023, ISBN 978-88-6839-699-2.
- Gier ist ein Luder. Athesia, Bozen 2024, ISBN 978-88-6839-775-3.